# Maximilian Mauff

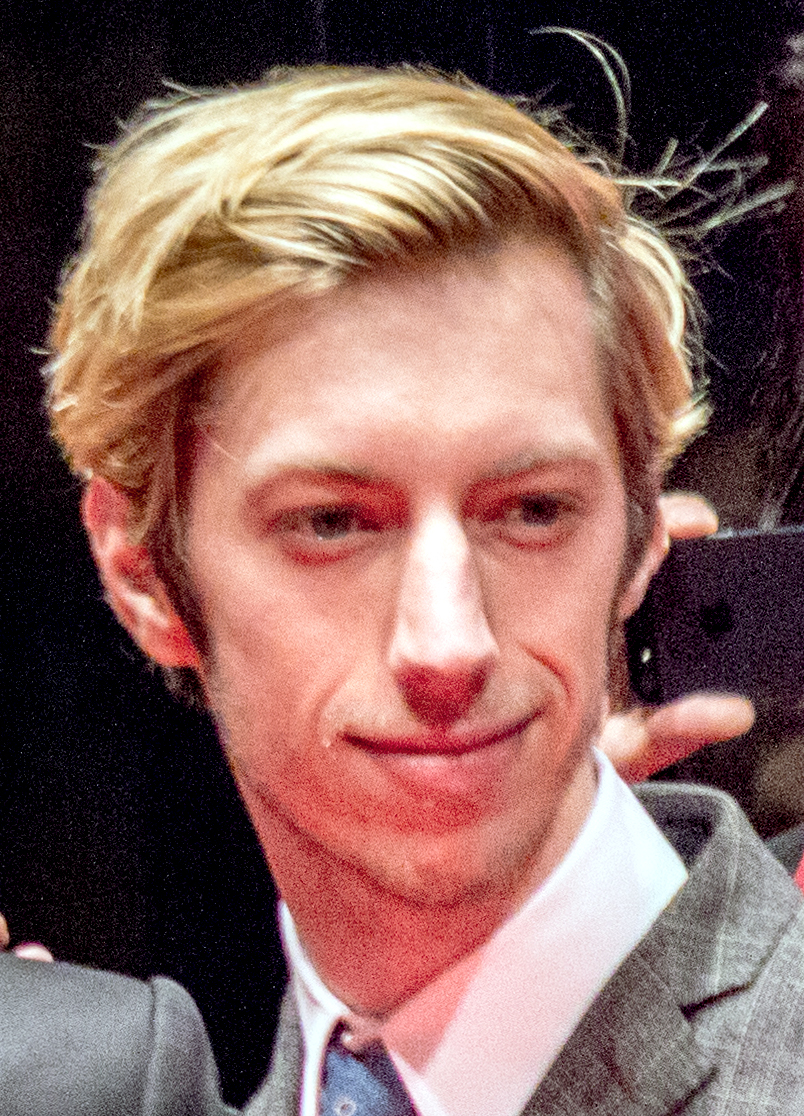
Maximilian Mauff al Festival internazionale del cinema di Berlino nel 2015

Maximilian Mauff (Berlino, 3 luglio 1987) è un attore tedesco.

## Biografia
Maximilian Mauff nasce a Berlino nel 1987. Inizia a recitare già da bambino nel teatro. Nel 2015 ricopre un ruolo ricorrente nella serie TV americana Sense8. 

## Filmografia

### Cinema
- Das Jahr der ersten Küsse, regia di Kai Wessel (2002)

- Quits, regia di Christoph Heckenbücker - cortometraggio (2002)
- Bastard!, regia di Mirko Borscht - cortometraggio (2002)
- Weichei, regia di Bernd Lange - cortometraggio (2002)
- Erbsen auf halb 6, regia di Lars Büchel (2004)
- Kombat Sechzehn, regia di Mirko Borscht (2005)
- Weltverbesserungsmaßnahmen, regia di Jörn Hintzer e Jakob Hüfner (2005)
- Was ich von ihr weiß, regia di Maren-Kea Freese (2005)
- Dig the Dog, regia di Jan Daniel Fritz - cortometraggio (2006)
- Niemand liebt Dich so wie ich, regia di Luca Zamai - cortometraggio (2006)
- Ab morgen glücklich, regia di Bastian Terhorst - cortometraggio (2007)
- L'onda (Die Welle), regia di Dennis Gansel (2008)
- Absurdistan, regia di Veit Helmer (2008)
- Berlin Calling, regia di Hannes Stöhr (2008)
- Das Schuhwerk von Soldaten, regia di Dustin Loose - cortometraggio (2008)
- The Reader - A voce alta (The Reader), regia di Stephen Daldry (2008)
- Locked, regia di Oleg Assadulin (2009)
- Men In the City (Männerherzen), regia di Simon Verhoeven (2009)
- Personenschaden, regia di Dustin Loose - cortometraggio (2009)
- Mensch Kotschie, regia di Norbert Baumgarten (2009)
- Kracht, regia di Thorsten Wenning - cortometraggio (2010)
- Diaz - Don't Clean Up This Blood, regia di Daniele Vicari (2012)
- Eine königliche Affäre - Das riskante Leben des Leibarztes Johann Friedrich Struensee, regia di Wilfried Hauke (2012)
- Ende der Schonzeit, regia di Franziska Schlotterer (2012)
- Kann ja noch kommen, regia di Philipp Döring - cortometraggio (2013)
- Hannas Reise, regia di Julia von Heinz (2013)
- Stromberg - Der Film, regia di Arne Feldhusen (2014)
- Patong Girl, regia di Susanna Salonen (2014)
- Dina Foxx: Tödlicher Kontakt, regia di Max Zeitler (2014)
- Victoria, regia di Sebastian Schipper (2015)
- Il ponte delle spie (Bridge of Spies), regia di Steven Spielberg (2015)
- Gilt to Gold, regia di Raphael Chipperfield - cortometraggio (2015)
- Jonathan, regia di Piotr J. Lewandowski (2016)
- Noi siamo la Marea (Wir sind die Flut), regia di Sebastian Hilger (2016)
- Schweinskopf al dente, regia di Ed Herzog (2016)
- Conni & Co., regia di Franziska Buch (2016)
- Strawberry Bubblegums, regia di Benjamin Teske (2016)
- Gli invisibili (Die Unsichtbaren), regia di Claus Räfle (2017)
- Safari: Match Me If You Can, regia di Rudi Gaul (2018)
- Cleo, regia di Erik Schmitt (2019)
- La vita nascosta - Hidden Life (A Hidden Life), regia di Terrence Malick (2019)
- Der Mann der die Welt aß, regia di Johannes Suhm e Lena Lessing (2020)

### Televisione
- Weinberg – miniserie TV, 6 episodi (2015)
- Homeland - Caccia alla spia (Homeland) – serie TV, episodi 5x3 (2015)[1]
- Sense8 – serie TV, 17 episodi (2015-2018)